# Israelische Badmintonmeisterschaft 2015
Die Israelische Badmintonmeisterschaft 2015 fand vom 30. bis zum 31. Januar 2015 im Kibbuz Hatzor statt.

## Medaillengewinner
| Disziplin    | Gold                         | Silber                     | Bronze                          |
| ------------ | ---------------------------- | -------------------------- | ------------------------------- |
| Herreneinzel | Ariel Shainski               | Aviv Sade                  | Ilan Yusim                      |
| Herreneinzel | Ariel Shainski               | Aviv Sade                  | Afik Asulin                     |
| Dameneinzel  | Dana Danilenko               | Margaret Lurie             | Yuval Pugach                    |
| Dameneinzel  | Dana Danilenko               | Margaret Lurie             | Yana Molodezki                  |
| Herrendoppel | Philip Perlov Ariel Shainski | Leon Pugach Anton Kracheny | Yaron Hetzroni Yael Moses       |
| Herrendoppel | Philip Perlov Ariel Shainski | Leon Pugach Anton Kracheny | Aviv Sade Daniel Bedrack        |
| Damendoppel  | Yuval Pugach Alina Pugach    | Avia Hochberg Luca Meinl   | Margaret Lurie Lilach Shnaidman |
| Damendoppel  | Yuval Pugach Alina Pugach    | Avia Hochberg Luca Meinl   | Hila Torbilo Liza Gilman        |